# Mohamed Mahmoud
Mohamed Mahmoud (* 18. Juni 1985 in Wien; † vermutlich November 2018 in Syrien; Pseudonym Abu Usama al-Gharib) war ein österreichischer Islamist und verurteilter Terrorist. Er galt als Anführer der am 14. Juni 2012 in Deutschland verbotenen islamistischen Organisation Millatu Ibrahim. Im November 2018 soll er bei einem Luftangriff auf eine Haftanstalt des „Islamisches Staats“ ums Leben gekommen sein.

## Herkunft
Sein Vater Sami Mahmoud war in seinem Herkunftsland Ägypten Mitglied der damals verbotenen Muslimbruderschaft. Aus Angst vor einer Verhaftung flüchtete er nach Österreich und erhielt Asyl, fünf Jahre später die österreichische Staatsbürgerschaft, die auch automatisch auf seine bereits in Österreich geborenen Kinder ausgedehnt wurde.

## Leben
Nachdem er per Internet angeblich Kontakte zu fundamentalistischen Zirkeln geknüpft hatte, war er 2003 nach eigenen Aussagen in einem Trainingscamp der al-Qaida im Irak, wo er sich eine Handverletzung zuzog, auf Grund derer er 2005 als unfähig für den österreichischen Zivildienst eingestuft wurde. Danach sei er ein halbes Jahr Schüler des radikalen Mailänder Imams Abu Omar gewesen. Zurück in Österreich gründete er 2005 die Jugendorganisation Islamische Jugend Österreichs. Die Islamische Glaubensgemeinschaft in Österreich erkannte diese nicht an, sondern meldete sie dem Bundesamt für Verfassungsschutz und Terrorismusbekämpfung als gefährlich. Mahmouds Organisation rief die Muslime in Österreich vor der Nationalratswahl 2006 durch Flugblätter zum Wahlboykott auf. Dies brachte ihm polizeiliche Ermittlungen wegen Wahlbehinderung ein. Österreichweit bekannt wurde er, als ihn im Frühjahr 2007 der Journalist Gerhard Tuschla für die ORF-Sendung Report zu den Drohvideos an die Regierungen Österreichs und Deutschlands interviewte. Dabei gab er sich als Mitglied der Global Islamic Media Front und der Salafiya Jihadia aus. Danach observierte die Polizei mittels eines Trojaners seinen Computer und entdeckte, dass er sich in al-Qaida-nahen Internetforen informierte, wie ein Anschlag auf die Fußball-Europameisterschaft 2008 durchgeführt werden könnte.

## Prozess und Verurteilung
Am 12. September 2007 wurden er und seine Lebensgefährtin verhaftet. Im November 2007 schrieb er einen offenen Brief an Justizministerin Maria Berger, um Hafterleichterungen zu erreichen, die aber abgelehnt wurden. Am 3. März 2008 begann der Prozess, und nach nur vier Verhandlungstagen wurde er gemäß § 278b StGB (Terroristische Vereinigung) zu einer Freiheitsstrafe von vier Jahren verurteilt. Seine Lebensgefährtin wurde zu 22 Monaten verurteilt, da sie Texte für diverse islamistische Organisationen übersetzt hatte. Die mit al-Qaida sympathisierenden Entführer zweier im Februar 2008 im islamischen Maghreb gekidnappten Salzburger Touristen verlangten 2008 kurzfristig für die Freilassung ihrer Geiseln die Enthaftung des Paares, was aber das österreichische Außenministerium ablehnte. Die Urteile wurden wegen Formalfehlern aufgehoben, aber der erneute Prozess endete am 13. Februar 2009 mit denselben Urteilen. Während der Haft hielt Mohamed Mahmoud einen zweimonatigen Hungerstreik ab, um seine Freilassung zu erwirken.

## Weiteres
Nach Verbüßung der vollen Strafe wurde Mohamed Mahmoud im September 2011 aus der Haft entlassen. Schon wenige Tage später trat er unter dem Pseudonym „Abu Usama Al-Gharib“ in mehreren Videos auf, in denen er unter anderem zum „Kampf gegen Ungläubige“ aufrief. Im Herbst 2011 zog er nach Berlin. Um den Jahreswechsel 2011/2012 siedelte er gemeinsam mit seinem Weggefährten und Gesinnungsgenossen Denis Cuspert von Berlin nach Nordrhein-Westfalen um. Mahmoud wählte als neuen Wohnort Solingen, wo er kurzzeitig als Imam der salafistischen und mittlerweile geschlossenen Millatu-Ibrahim-Moschee fungierte. Cuspert lebte in Bonn. Am 2. März 2012 berichtete die dapd Nachrichtenagentur, dass Mahmoud und Cuspert ins hessische Erbach (Odenwald) verzogen sind. Am 26. April 2012 verfügte Hessens Innenminister Boris Rhein eine Ausweisung Mahmouds aus Deutschland. Mahmoud müsse die Bundesrepublik binnen eines Monats verlassen.
Mahmoud kam einer Ausweisung zuvor und setzte sich nach Ägypten ab. Von dort ging er wieder mit mehreren Videos an die Öffentlichkeit. Mitte März 2013 tauchte schließlich ein Video im Internet auf, in dem er seinen österreichischen Pass verbrannte und gleichzeitig mit Terror drohte. Nur wenige Tage später wurde Mahmoud in der türkischen Stadt Hatay aufgegriffen – mit einem gefälschten libyschen Pass. Offenbar wollte er nach Syrien, um sich dort einer islamistischen Gruppierung anzuschließen. Er befand sich daraufhin bis zum 19. August 2014 in türkischer Haft und forderte die Auslieferung nach Österreich. Nach Erreichen der gesetzlichen Maximaldauer wurde Mahmoud unter Auflagen aus dem Polizeigewahrsam in Konya freigelassen. Doch statt sich fortan regelmäßig bei der Polizei zu melden, verschwand er.
Im Juni 2015 erschoss Mahmoud zusammen mit Abu Umar al-Almani im syrischen Palmyra zwei Gefangene (angeblich syrische Soldaten) und wurde bei diesem Kriegsverbrechen für ein Propagandavideo der Terrororganisation „Islamische Staat“ gefilmt.
Er war mit seiner Lebensgefährtin Mona Salem Ahmed nach islamischem Ritus verheiratet, später trennte sie sich von ihm. Er hatte drei jüngere Brüder und eine Schwester.

### Verbindung zu Turkī al-Binʿalī
Turkī al-Binʿalī, der Chefideologe des Islamischen Staats, unterhielt laut dem Verfassungsschützer Behnam T. Said eine enge Verbindung zu Mahmoud. Mahmoud hatte 2013 auf einer Internetseite eine „Erlaubnis“ (Idschāza) von al-Binʿalī gepostet, mit der Turkī al-Binʿalī Mahmoud Autorität verlieh. Diese Idschāza ist online aufrufbar.
In Videos von Turkī al-Binʿalīs Predigten taucht zudem des Öfteren Mahmoud auf. Beide hatten sich scheinbar im selben Jahr, als Mahmoud die Idschāza erhielt, in Libyen getroffen, bevor sie gemeinsam auf das vom IS kontrollierte Territorium ausreisten. Die Verbindungen der beiden gehen nichtsdestotrotz schon auf frühere Jahre zurück. Laut Said war Turkī al-Binʿalī vor seiner Zeit bei der IS-Organisation eine Randfigur der globalen dschihadistischen Szene und somit für Mahmoud und Denis Cuspert einfacher zu erreichen. Turkī al-Binʿalī suchte hingegen Unterstützer, um seinen Einfluss auszudehnen. Cuspert und Mahmoud hielten ihm dann auch die Treue, als es zum Bruch zwischen dem IS und dem syrischen Ableger von al-Qāida, Dschabhat an-Nusra, kam.

### Todesmeldung
Im November 2018 soll er bei einem Luftangriff auf eine Haftanstalt des Islamischen Staats in Syrien ums Leben gekommen sein. Dies teilte das auf die Überwachung islamistischer Webseiten spezialisierte US-Unternehmen SITE unter Berufung auf eine IS-nahe Nachrichtenagentur mit. Die Inhaftierung soll erfolgt sein, weil Mahmoud „aus der Reihe tanzte“ und Aufruhr stiftete. Sie stand vermutlich im Zusammenhang mit Richtungskämpfen im Islamischen Staat. Weitere Bestätigung erfuhr die Meldung über Mahmouds Tod durch die Veröffentlichung eines Fotos seiner Leiche auf einer Dschihadisten-Seite im Dezember 2018.